# Чемпіонат Європи з хокею із шайбою 1929
Чемпіонат Європи з хокею із шайбою 1929 — 14-й чемпіонат Європи з хокею із шайбою, який проходив в Угорщині з 28 січня по 3 лютого 1929 року. Матчі відбувались у Будапешті.

## Попередній раунд

### Група А
- Польща —  Швейцарія 2:0

### Група В
- 28 січня  Австрія —  Німеччина 1:0
- 29 січня  Чехословаччина —  Німеччина 2:1
- 30 січня  Чехословаччина —  Австрія 3:1

|                | М | В | Н | П | Ш   | Очк |
| -------------- | - | - | - | - | --- | --- |
| Чехословаччина | 2 | 2 | 0 | 0 | 5:2 | 4   |
| Австрія        | 2 | 1 | 0 | 1 | 2:3 | 2   |
| Німеччина      | 2 | 0 | 0 | 2 | 1:3 | 0   |

### Група С
- 28 січня  Угорщина —  Італія 1:2
- 29 січня  Італія —  Бельгія 1:0
- 30 січня  Угорщина —  Бельгія 1:1

|          | М | В | Н | П | Ш   | Очк |
| -------- | - | - | - | - | --- | --- |
| Італія   | 2 | 2 | 0 | 0 | 3:1 | 4   |
| Угорщина | 2 | 0 | 1 | 1 | 2:3 | 1   |
| Бельгія  | 2 | 0 | 1 | 1 | 1:2 | 1   |

## Другий раунд
- 31 січня  Угорщина —  Австрія 0:3
- 1 лютого  Австрія —  Швейцарія 3:1
- 1 лютого  Угорщина —  Швейцарія 0:1

|           | М | В | Н | П | Ш   | Очк |
| --------- | - | - | - | - | --- | --- |
| Австрія   | 2 | 2 | 0 | 0 | 6:1 | 4   |
| Швейцарія | 2 | 1 | 0 | 1 | 2:3 | 2   |
| Угорщина  | 2 | 0 | 0 | 2 | 0:4 | 0   |

## Плей-оф

### Півфінали
- 1 лютого  Чехословаччина —  Італія 1:0
- 2 лютого  Польща —  Австрія 3:1

### Матч за 3 місце
- 2 лютого  Австрія —  Італія 4:2

### Фінал
- 3 лютого  Чехословаччина —  Польща 2:1

| Чемпіон Європи 1929 Чехословаччина Третій титул |